# Fudzsivara no Kijokava
Fudzsivara no Kijokava (japánul: 藤原清河, Hepburn-átírással: Fujiwara no Kiyokawa) (?, 716? – ?, 779?) japán udvari tisztviselő, a nagy hatalmú Fudzsivara no Fuhito, az első „császárcsináló” Fudzsivara unokája.
750-ben követséget vezetett a Tang-kori Kínába, amely 752-ben érkezett meg a fővárosba, Csanganba. Kísérletei a visszatérésre egymás után hiúsultak meg, előbb viharok, majd a 755–57-es An Lu-san-féle felkelés miatt. Akárcsak honfitársa, a vele együtt hazatérni próbáló Abe no Nakamaro, kínai nevet vett fel, és komoly udvari pozíciót kapott. Kínában, vélhetőleg a fővárosban halt meg.